# Sudół (Ostrowiec)
Pour les articles homonymes, voir Sudoł.
Sudół est une localité polonaise de la gmina de Bodzechów, située dans le powiat d'Ostrowiec en voïvodie de Sainte-Croix.